# Malin Svedjeholm
Malin Svedjeholm, född 15 februari 1980, är en svensk serietecknare och illustratör från Luleå. Hon har skapat serien Plåstra och äger förlaget Svenska serieförlaget. Den första boken om Plåstra kom ut på Svenska serieförlaget 2013. 
Malin Svedjeholm har en filosofie kandidatexamen i medie- och kommunikationsvetenskap från Linnéuniversitetet.
Plåstra är en humorserie som publicerades första gången 1997 i Norrbottens-Kuriren. Serien är syndikerad av Bulls presstjänst. 
Ett urval av de tidningar Plåstra har publicerats i:
- Norrbottens-Kuriren
- Galago
- Pondus
- De nya svenska serierna (bilaga till Knasen)
- Östra Småland
- Norra Skåne
- Upsala Nya Tidning
- Bizarro i Sverige
- Bizarro i Norge
- Ernie
- Larson!
- Norrländska Socialdemokraten
- Elvis
- Smålandsposten

Plåstra publicerades också i albumet från serietävlingen i Kemi 2007. Den boken heter ”Gryningen och andra serier från den nordiska serietävlingen i Kemi”.